# Cratere Lindenau
Lindenau è un cratere lunare di 53,08 km situato nella parte sud-orientale della faccia visibile della Luna.